# Третя Дрогобицька обласна партійна конференція
Третя Дрогобицька обласна партійна конференція — партійна конференція Дрогобицького обласного комітету Комуністичної партії (більшовиків) України, що відбулася 12—14 січня 1949 року в місті Дрогобичі.

## Порядок денний конференції
1. Звітна доповідь (доповідач Горобець Іван Григорович);
2. Вибори керівних органів обласного комітету.

14 січня 1949 року відбувся 1-ий пленум Дрогобицького обласного комітету КП(б)У. 1-м секретарем обкому КП(б)У обраний Горобець Іван Григорович, 2-м секретарем — Короленко Лука Ваніфатійович, секретарями — Зеленчук Олександр Григорович, Штефан Михайло Миколайович, Шелех Микола Родіонович.
Обрано бюро Дрогобицького обласного комітету КП(б)У: Горобець Іван Григорович, Короленко Лука Ваніфатійович, Зеленчук Олександр Григорович, Штефан Михайло Миколайович, Шелех Микола Родіонович, Яворський Іван Йосипович, Максимов Панас Панасович, Мороз Микола Тихонович, Сабуров Олександр Миколайович. Кандидатами в члени бюро Дрогобицького обласного комітету КП(б)У обрані Косоротов Сергій Петрович, Обушний Лука Каленикович і Смирнов Леонід Васильович.